# مونکه‌مور
مونکنور (به هلندی: Munnekemoer) یک منطقهٔ مسکونی در هلند است که در فلاخت‌وده واقع شده‌است. مونکنور ۱۸۰ نفر جمعیت دارد.